# Frontera de Maedhros
Frontera de Maedhros es el nombre que recibe una localización ficticia que forma parte del legendarium creado por el escritor británico J. R. R. Tolkien y que aparece en su novela póstuma El Silmarillion. Ubicadas en la región de Beleriand, entre Dorthonion y Ered Luin y al sur de Lothlann, estas tierras fueron ocupadas por los hijos del elfo Fëanor conducidos por el mayor de ellos, Maedhros, en los primeros años de la Primera Edad del Sol. Su nombre se debió a que, al norte, no existían prácticamente defensas naturales contra los ataques provenientes de Angband, la fortaleza del vala Morgoth.

## Historia
En el año 7 de la Primera Edad del Sol, los hijos de Fëanor abandonaron un consejo de los Noldor en Mithrim ante el malestar que provocó en ellos el mensaje enviado por el rey Thingol de Doriath. Fue entonces cuando se dirigieron al este de Beleriand y se establecieron por orden de Maedhros, el mayor de los hermanos, en las tierras situadas en torno a Hithrim; desde ese momento las designaron el nombre de Frontera de Maedhros, pues no existían casi defensas naturales al norte de ellas y estaban expuestos a los ataques del enemigo desde Angband. Maedhros eligió este lugar para establecer su reino debido a que disminuía las posibilidades de disputa con el resto de su raza y porque deseaba que el máximo riesgo de ataque recayera sobre él mismo.
Maedhros estableció su fortaleza principal en las colinas de Himring. Celegorm y Curufin fortificaron el Paso de Aglon y las tierras de Himlad. Maglor edificó su fuerte entre los brazos del río Gelion.
Caranthir, el quinto de los hermanos, se estableció en las tierras de Thargelion, junto al lago Helevorn. Llegó a explorar parte de las Ered Luin y de esta forma entró en contacto con los enanos; a pesar de que ambos pueblos no tenían buenas relaciones, el enemigo común y la simpatía que sentían por la artesanía provocó la realización de un pacto entre ellos y Caranthir obtuvo así grandes riquezas al pasar por sus manos todos los productos que los enanos elaboraban para comerciar con el resto de Beleriand.

## Geografía

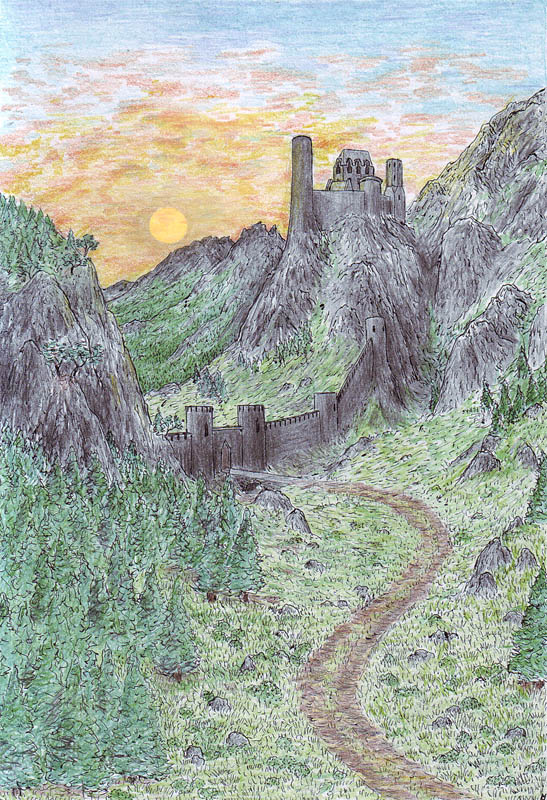
Representación del Paso de Aglon.

Los siguientes son algunos de los lugares que constituyen la Frontera de Maedhros y que tienen importancia en la historia de El Silmarillion:

### Himring
Grupo de colinas ubicadas al este de Dorthonion, allí estableció Maedhros su fortaleza para la defensa de Beleriand, llamada «La Siempre Fría», puesto que se hallaba en lo alto de la más alta de las colinas en una meseta desprovista de árboles, desde donde se podía vigilar los movimientos del enemigo en Ard-Galen y en Lothlann.

### Paso de Aglon
Entre las colinas de Himring y Dorthonion, existía un paso por donde muchas veces atacaron los Orcos de Angband, el Paso de Aglon, que Celegorm y Curufin fortificaron, lo mismo que a las tierras entre el río Aros y el Celon, conocidas como Himlad.

### Hondonada de Maglor
Entre los Brazos del Gelion (el Mayor y el Menor) se encontraba una vasta llanura que descendía desde el norte que no tenía ninguna barrera natural que la separara de Ard-Galen. Esta llanura se extendía entre las colinas de Dorthonion y el monte Rerir. En esa zona Maglor debió construir una fortaleza, «El Fuerte de Maglor», para proteger Beleriand del ataque de los Orcos de Angband, quienes entraron masivamente por allí en la Tercera Batalla.

### Monte Rerir
Ubicado al oeste de la Hondonada de Maglor en un grupo de montañas que se desprendían de las Ered Luin hacia el este y cuyo pico más alto era el Rerir, en el ángulo formado por este y por las Montañas Azules se encontraba la Fortaleza de Caranthir junto al lago Helevorn.